# Google Sky
Google Sky – aplikacja oraz strona internetowa stworzona przez firmę Google w 2007 roku. Oryginalnie Google Sky było częścią programu Google Earth.
W odpowiedzi na dużą popularność programu Earth, firma postanowiła udostępnić również produkt Sky jako samodzielną aplikację webową, dostępną poprzez dowolną przeglądarkę internetową w 26. językach oraz opublikowała zbliżoną aplikację dla telefonów komórkowych zaopatrzonych w system operacyjny Android.
Google Sky umożliwia podgląd nieba w widoku:
- światła widzialnego.
- podczerwonym – widok z satelity IRAS.
- mikrofalowym – widok z sondy Wilkinson Microwave Anisotropy Probe ukazujący Wszechświat takim jaki był 380 tys. lat po Wielkim Wybuchu.
- historycznym – poprzez nałożenie na obraz nieba mapy wydrukowanej w 1792 roku, a oryginalnie narysowanej przez Giovanniego Cassiniego[3].

Możliwe jest również wyszukiwanie gwiazd, gwiazdozbiorów, galaktyk, planet itp.
Dostępne są również galerie zdjęć z teleskopów m.in. Hubble'a, zdjęć w podczerwieni z teleskopu Spitzer oraz ultrafiolecie jak również promieni rentgena.